# وورتسباخ
شهر وورتسباخ (به آلمانی: Wurzbach) در ایالت تورینگن در کشور آلمان واقع شده‌است.

## نگارخانه

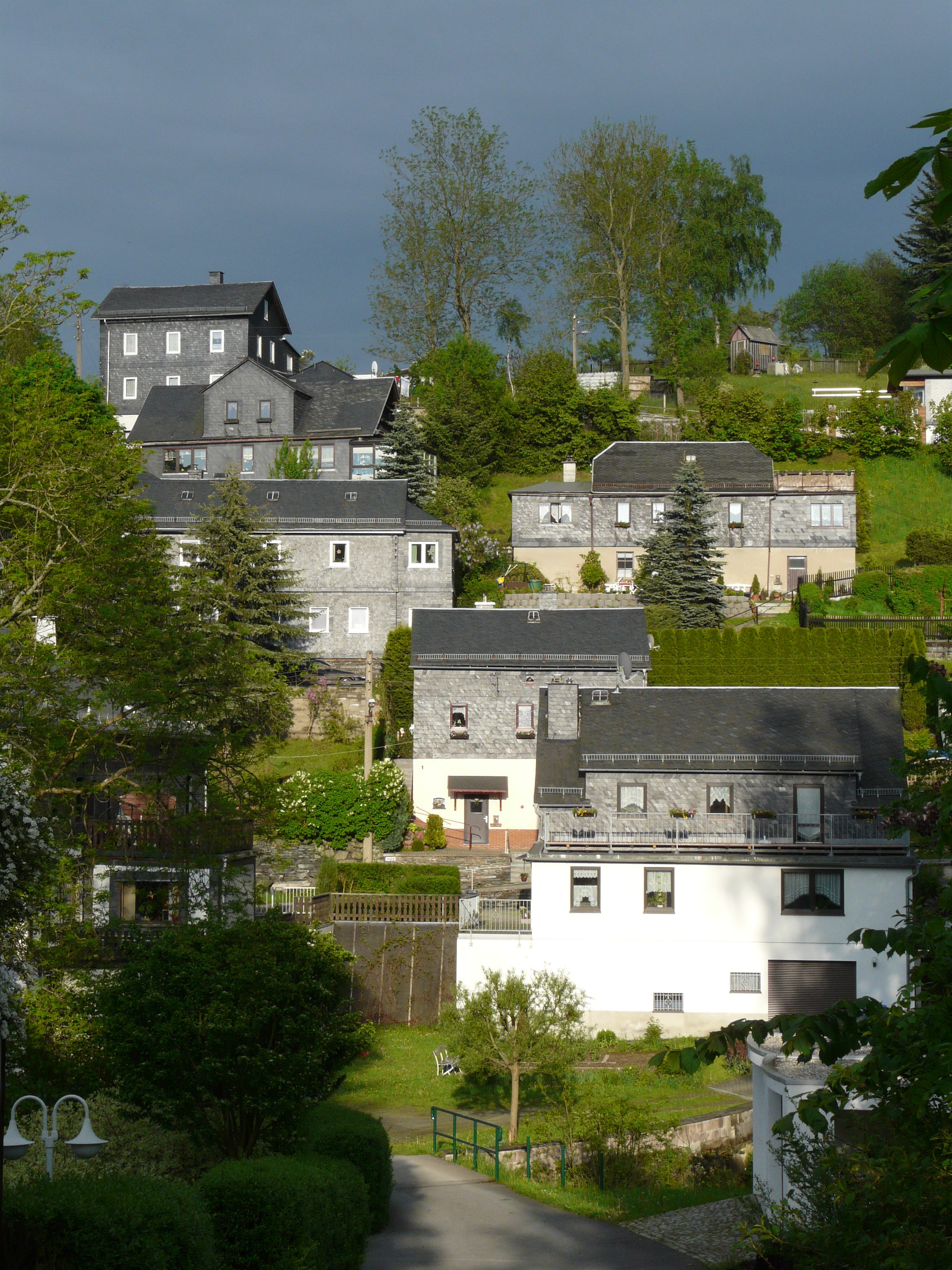
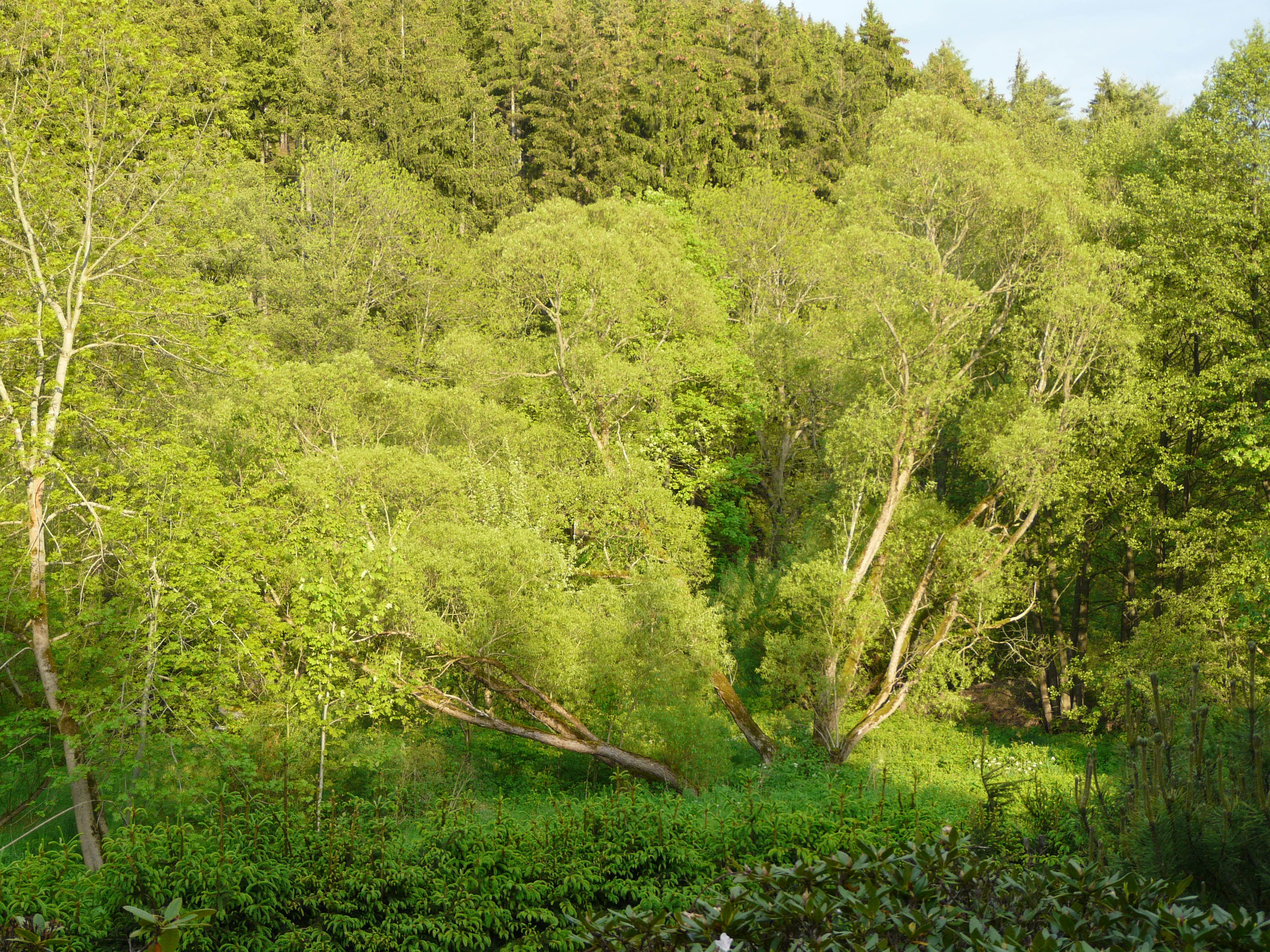
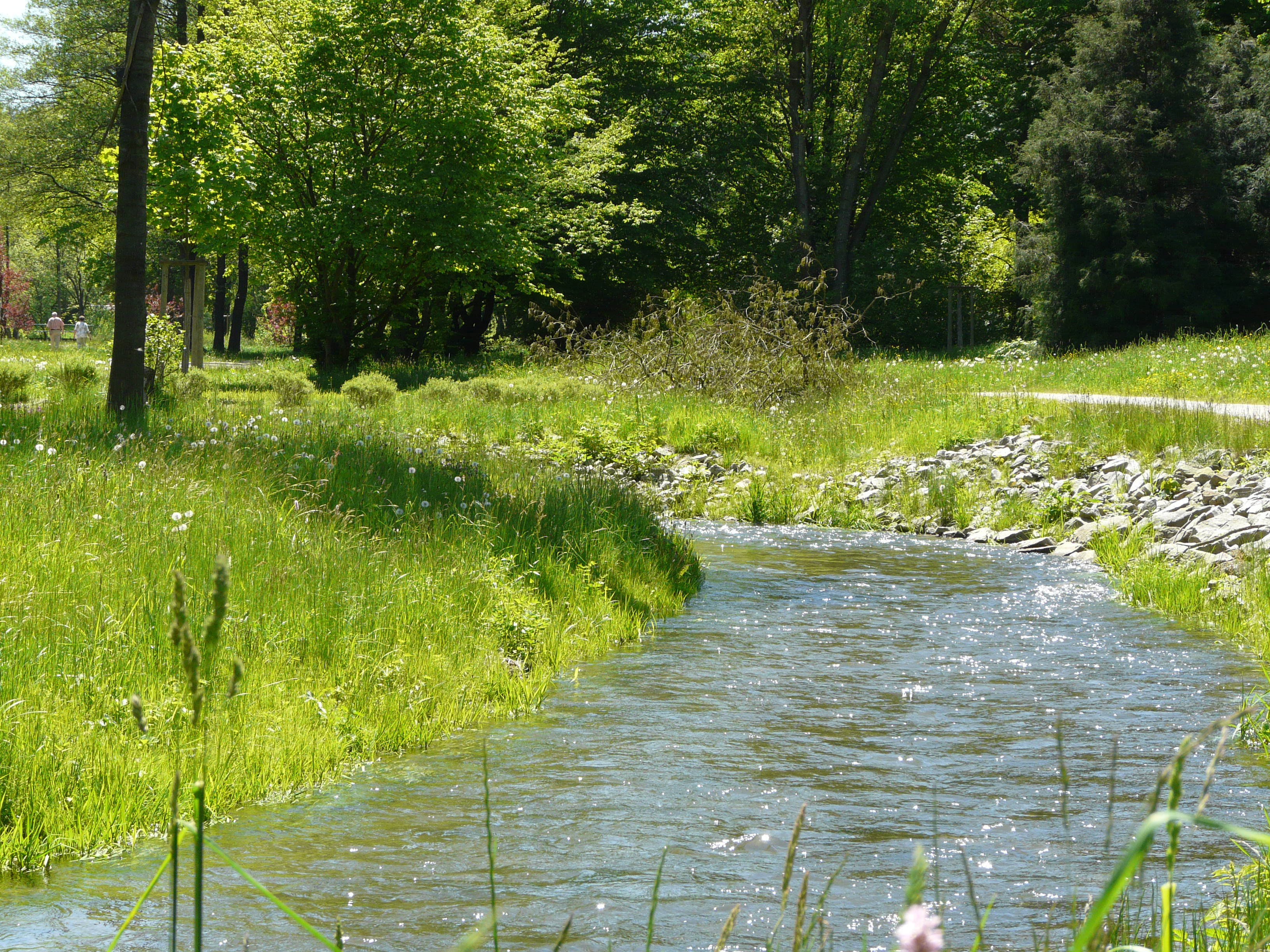
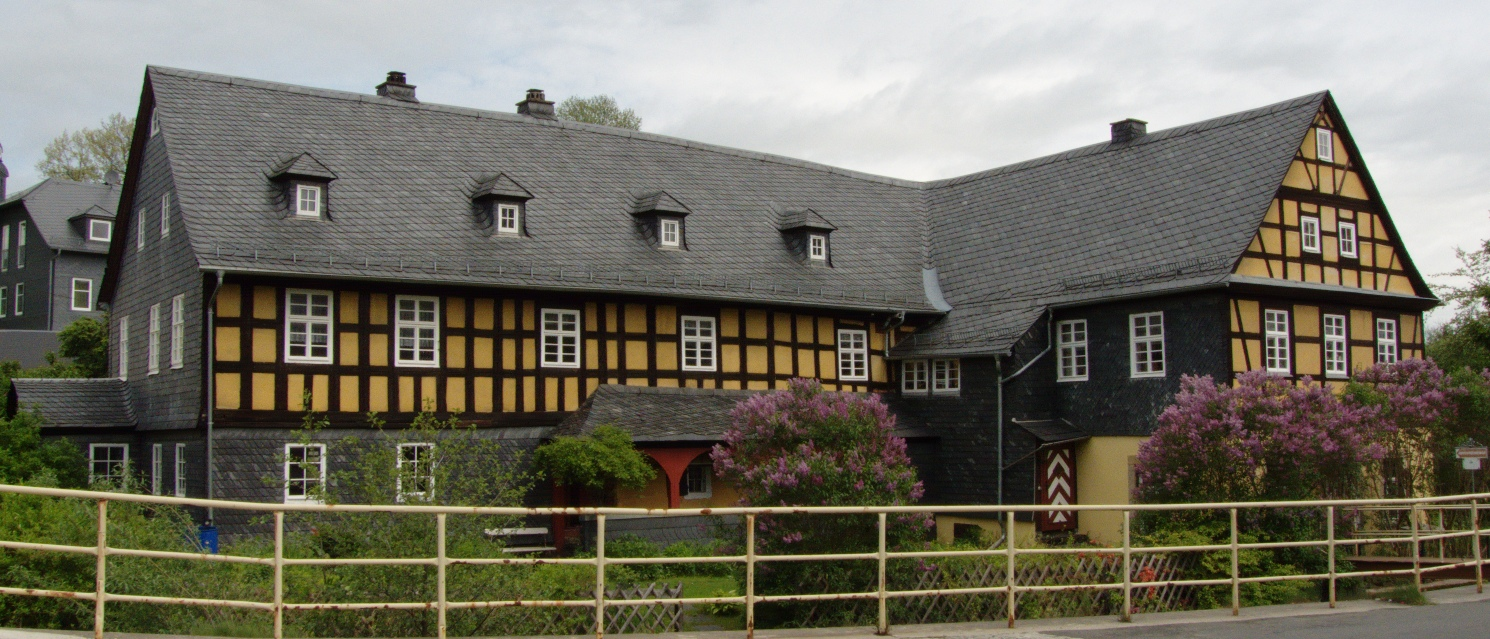
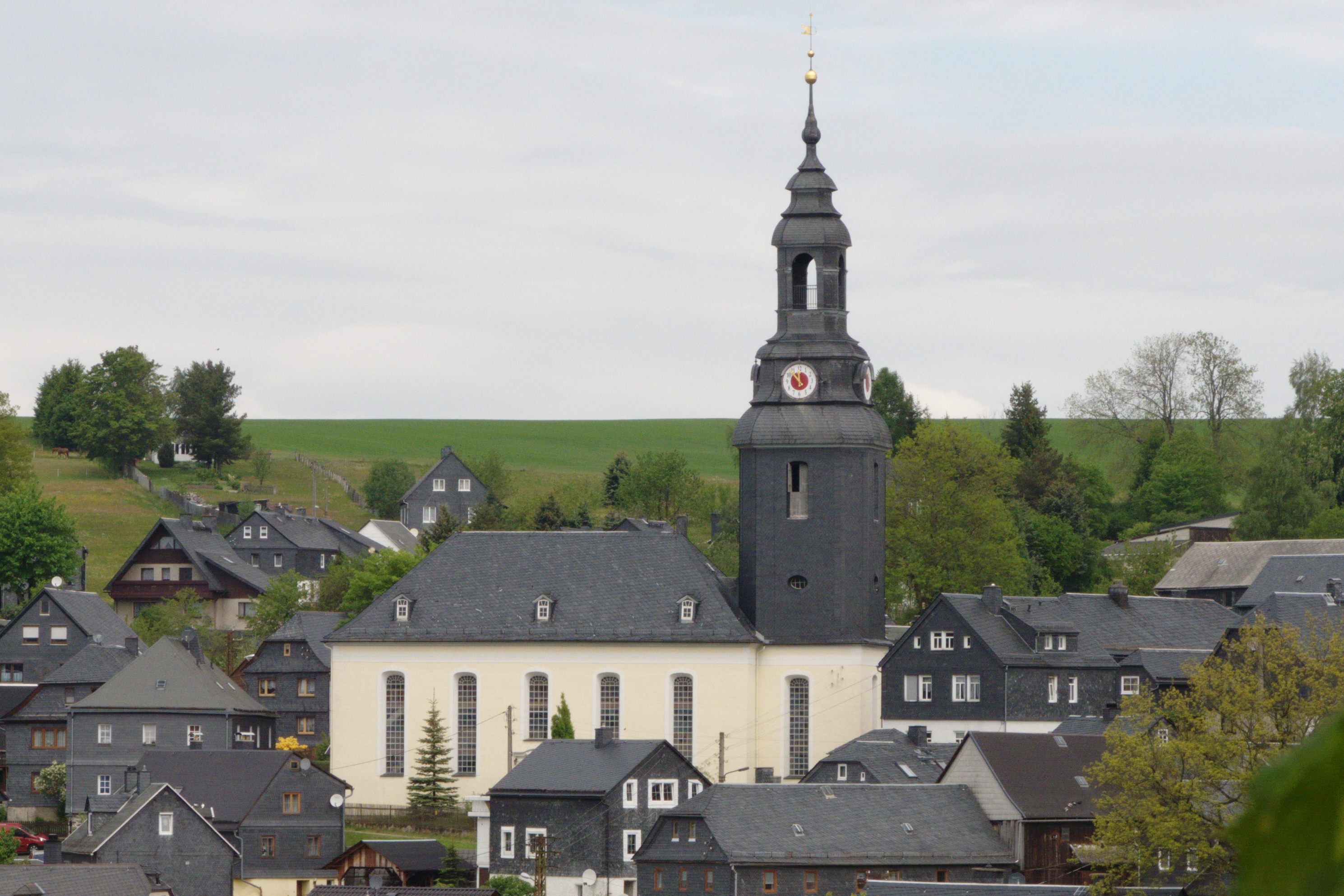
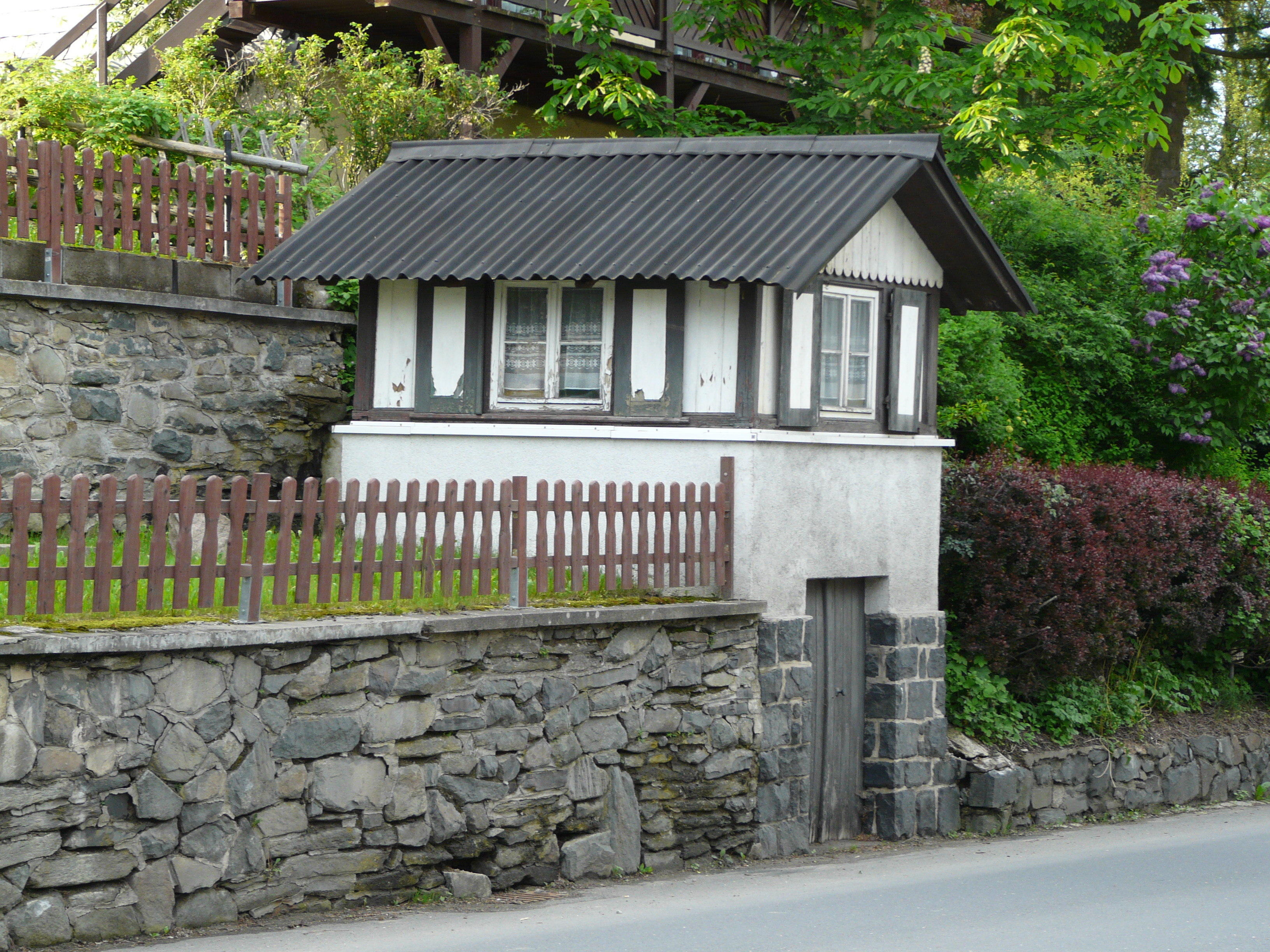
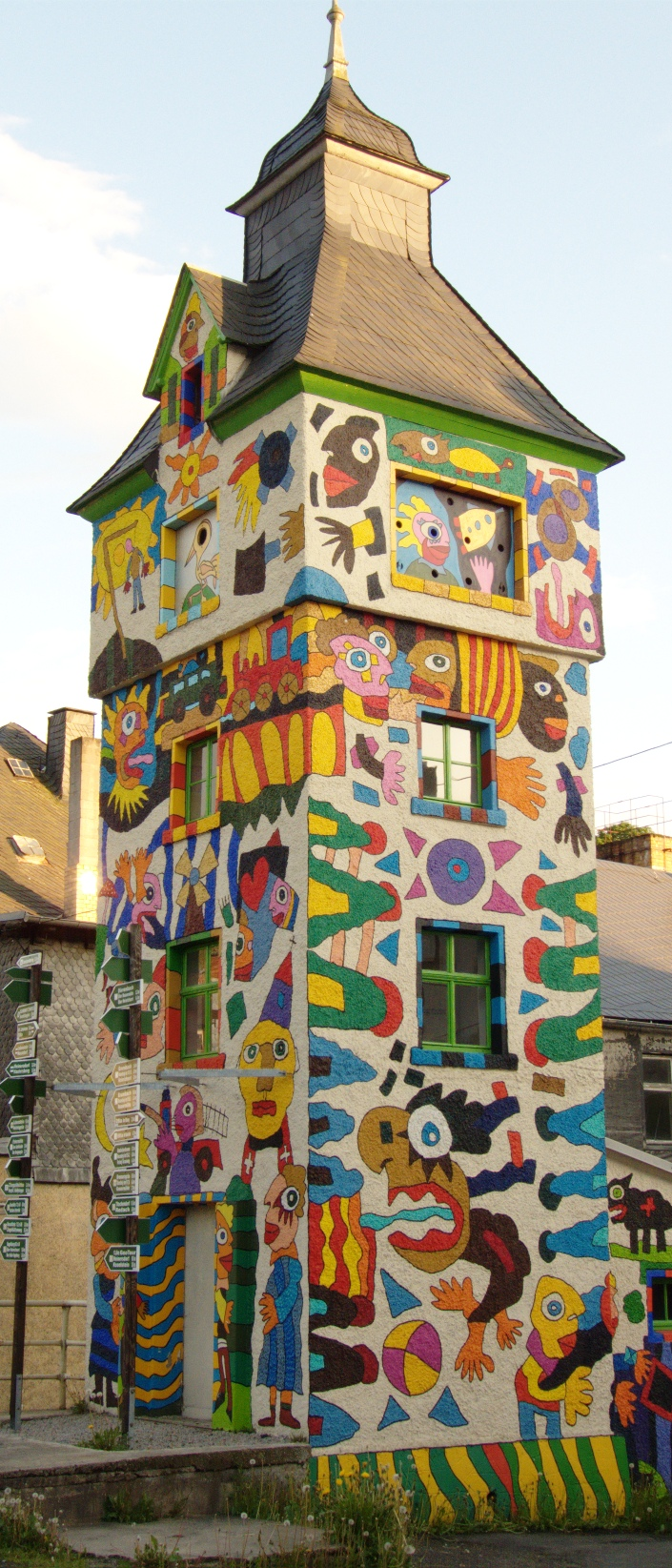
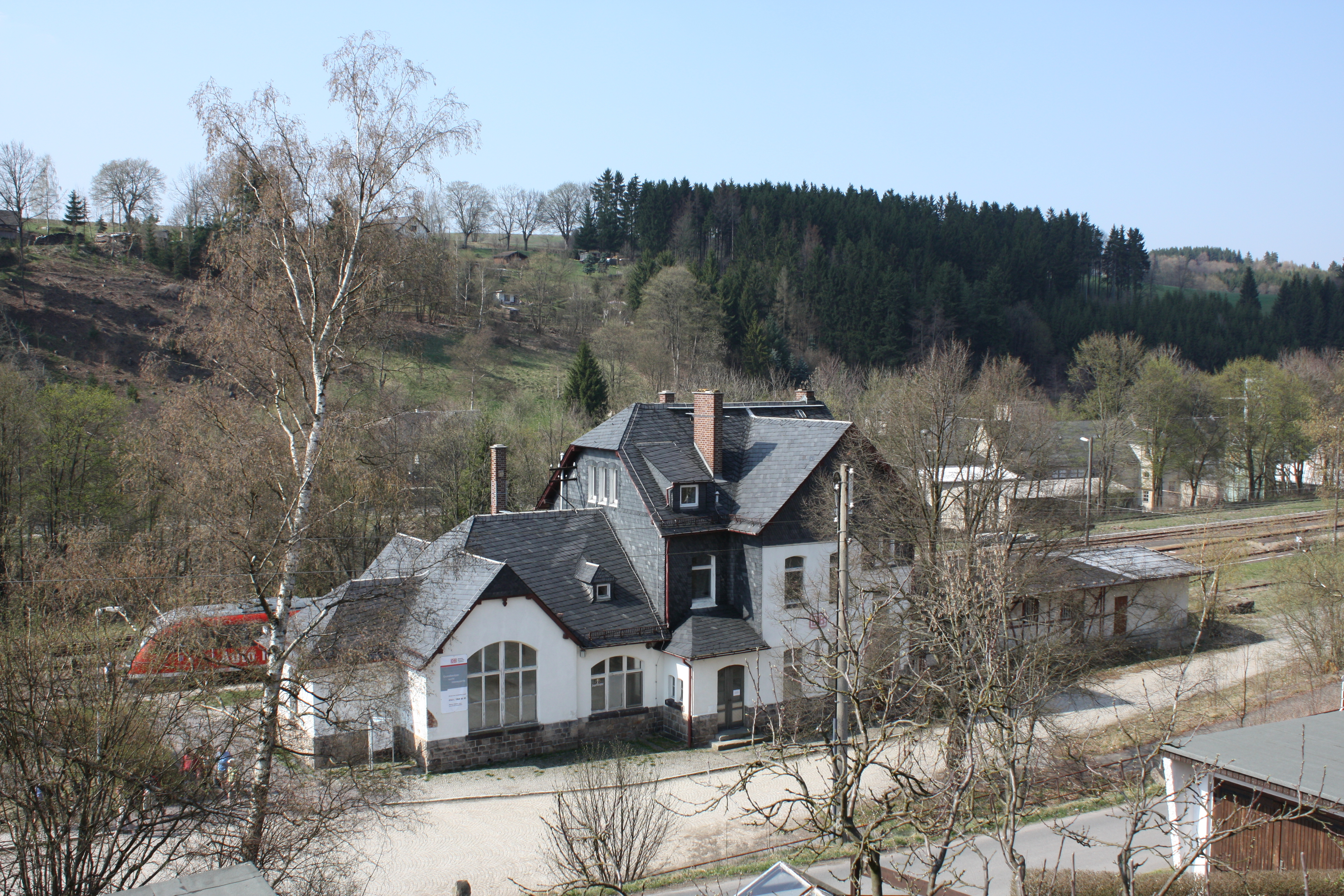